# Хангасъярви (озеро, Карелия)
Хангасъярви (Хангас-ярви, Кангасъярви) — пресноводное озеро на территории Кестеньгского сельского поселения Лоухского района Республики Карелии.
Находится на территории национального парка «Паанаярви».

## Общие сведения
Площадь озера — 2,7 км², площадь водосборного бассейна — 44,6 км². Располагается на высоте 257,5 метров над уровнем моря.
Форма озера продолговатая: оно почти на три километра вытянуто с севера на юг. Берега каменисто-песчаные, преимущественно возвышенные, скалистые.
Из южной оконечности озера вытекает безымянный водоток, протекающий через озёра Ристилампи, Торасъярви и Пурнуярви и впадающий двумя протоками в озеро Соваярви, из которого берёт начало река Совайоки. Последняя впадает в озеро Паанаярви, через которое протекает река Оланга, впадающая в Пяозеро.
Ближе к северной оконечности озера расположен один небольшой остров без названия.
Населённые пункты и автодороги вблизи водоёма отсутствуют.
Код объекта в государственном водном реестре — 02020000411102000000780.